# Donji Lipovčani
Donji Lipovčani falu Horvátországban Belovár-Bilogora megyében. Közigazgatásilag Csázmához tartozik.

## Fekvése
Belovártól légvonalban 27, közúton 38 km-re délnyugatra, községközpontjától légvonalban 6, közúton 7 km-re északnyugatra, Cerina és Gornji Lipovčani között fekszik. Határának legnagyobb részét termőföldek, délen pedig erdők borítják, melyeken át a Csázma-folyó kanyarog.

## Története
Lipovčanit a térség török uralom alóli felszabadítása után a 17. században telepítették be. 1774-ben az első katonai felmérés térképén a két Lipovčani még együtt, „Dorf Lipovchany” néven szerepel. A Horvát határőrvidék részeként a Kőrösi ezredhez tartozott. Lipszky János 1808-ban Budán kiadott repertóriumában „Lipovchani” néven szerepel.  Nagy Lajos 1829-ben kiadott művében ugyancsak „Lipovchani” néven 32 házzal, 79 katolikus és 89 ortodox vallású lakossal találjuk. A lipovčani pravoszláv parókia anyakönyveit 1765-től 1948-ig vezették. A település 1809 és 1813 között francia uralom alatt állt.
A katonai közigazgatás megszüntetése után Magyar Királyságon belül Horvátország része, Belovár-Kőrös vármegye Csázmai járásának része lett. 1918-ban az új szerb-horvát-szlovén állam, majd később Jugoszlávia része lett. 1941 és 1945 között a németbarát Független Horvát Államhoz, majd a háború után a szocialista Jugoszláviához tartozott. Donji Lipovčani lakosságát csak 1948 óta számlálják önállóan. A fiatalok elvándorlása miatt lakossága csökkent. 1991-től a független Horvátország része. 1991-ben lakosságának 74%-a horvát volt, szerbnek nem egészen 4%, jugoszlávnak pedig nem egészen 3% vallotta magát, a többiek identitása nem ismert. A délszláv háború idején mindvégig horvát kézen maradt. 2011-ben 82 lakosa volt, akik főként mezőgazdaságból éltek.

## Lakossága
| Lakosság változása | Lakosság változása | Lakosság változása | Lakosság változása | Lakosság változása | Lakosság változása | Lakosság változása | Lakosság változása | Lakosság változása | Lakosság változása | Lakosság változása | Lakosság változása | Lakosság változása | Lakosság változása | Lakosság változása | Lakosság változása |
| ------------------ | ------------------ | ------------------ | ------------------ | ------------------ | ------------------ | ------------------ | ------------------ | ------------------ | ------------------ | ------------------ | ------------------ | ------------------ | ------------------ | ------------------ | ------------------ |
| 1857               | 1869               | 1880               | 1890               | 1900               | 1910               | 1921               | 1931               | 1948               | 1953               | 1961               | 1971               | 1981               | 1991               | 2001               | 2011               |
| 0                  | 0                  | 0                  | 0                  | 0                  | 0                  | 0                  | 0                  | 173                | 186                | 169                | 110                | 91                 | 104                | 94                 | 82                 |

(1931-ig lakosságát az egységes Lipovčanihoz számították.)

## Nevezetességei
Szent Petka tiszteletére szentelt pravoszláv temploma a 18. században épült. A második világháború idején az usztasák lerombolták. A háború után nem építették újjá, évtizedekig romokban állt. A harangot a romok mellett épített fémvázas haranglábon helyezték el. A templom maradványait a közelmúltban elbontották.